# Gröngul kardinal
Gröngul kardinal (Caryothraustes canadensis) är en fågel i familjen kardinaler inom ordningen tättingar.

## Utseende och läte
Gröngul kardinal gör skäl för sitt namn med olivgrön ovansida och mer bjärt gul undersida. Ansiktet är tydligt svart och den kraftiga näbben är silvergrå på inre delen. Den upptäcks ofta på sina genomträngande, sträva och gnissliga läten.

## Utbredning och systematik
Gröngul kardinal delas in i fyra underarter:
- C. c. canadensis – förekommer från sydöstra Colombia (Vaupés) till Venezuela, Guyana och norra Brasilien
- C. c. simulans – förekommer i ostligaste Panama (Darién)
- C. c. frontalis – förekommer i nordöstra Brasilien (Ceará, Pernambuco och Alagoas)
- C. c. brasiliensis – förekommer i öst-centrala Brasilien (Bahia och från östra Minas Gerais till Rio de Janeiro)

## Levnadssätt
Gröngul kardinal hittas i låglänta skogar upp till 1000 meters höjd. Den ses vanligen i smågrupper strax under trädtaket, ibland som en del av större artblandade flockar.

## Status och hot
Arten har ett stort utbredningsområde, men tros minska i antal, dock inte tillräckligt kraftigt för att den ska betraktas som hotad. Internationella naturvårdsunionen IUCN listar arten som livskraftig (LC). Beståndet uppskattas till i storleksordningen fem till 50 miljoner vuxna individer.